# Deypod
Deypod was koning van Tibet.
Deypod staat genoemd als vierde naam op de lijst van de vijfde dalai lama, Ngawang Lobsang Gyatso, waar in hij hem beschrijft als een van zijn voorgaande incarnaties, voor het tijdperk van de dalai lama's. Hierdoor is hij ook erkend als een incarnatie van Chenrezig, de bodhisattva die in India bekend is onder de naam Avalokitesvara. Over hem is verder niet veel bekend.
Nummer drie op de lijst is Nyatri Tsenpo wiens regering begon in 247 v.Chr.. Nummer vijf is Könchog. De lijst van de vijfde dalai lama wordt ook wel als een gedeeltelijke canon van de geschiedenis van Tibet gezien.